# Мередіт (Нью-Гемпшир)
Мередіт (англ. Meredith) — місто (англ. town) в США, в окрузі Белкнеп штату Нью-Гемпшир. Населення — 6662 особи (2020).

## Демографія
Згідно з переписом 2010 року, у місті мешкала 6241 особа в 2708 домогосподарствах у складі 1777 родин. Було 4728 помешкань
Расовий склад населення:
| - 97,3 % — білих - 0,9 % — азіатів - 0,3 % — чорних або афроамериканців - 0,2 % — корінних американців |

До двох чи більше рас належало 1,0 %. Частка іспаномовних становила 1,1 % від усіх жителів.
За віковим діапазоном населення розподілялося таким чином: 18,6 % — особи молодші 18 років, 60,6 % — особи у віці 18—64 років, 20,8 % — особи у віці 65 років та старші. Медіана віку мешканця становила 48,7 року. На 100 осіб жіночої статі у місті припадало 93,6 чоловіків;  на 100 жінок у віці від 18 років та старших — 91,3 чоловіків також старших 18 років.
Середній дохід на одне домашнє господарство  становив 92 169 доларів США (медіана — 68 929), а середній дохід на одну сім'ю — 108 919 доларів (медіана — 82 886). Медіана доходів становила 62 679 доларів для чоловіків та 48 664 долари для жінок. За межею бідності перебувало 9,5 % осіб, у тому числі 22,5 % дітей у віці до 18 років та 6,0 % осіб у віці 65 років та старших.
Цивільне працевлаштоване населення становило 2729 осіб. Основні галузі зайнятості: освіта, охорона здоров'я та соціальна допомога — 23,3 %, роздрібна торгівля — 15,6 %, виробництво — 12,3 %, мистецтво, розваги та відпочинок — 12,1 %.